# Lounis Chabane
Pour les articles homonymes, voir Lounis.
Lounis Chabane est un auteur français de bande dessinée né en 1975. Il est le frère du dessinateur et scénariste Merwan Chabane.

## Biographie
À l'âge de 12 ans, Lounis Chabane remporte le premier prix au festival de bande dessinée. Il fait des études en arts décoratifs à Paris. Sa première contribution dans la bande dessinée a lieu dans la série de science-fiction Golden Cup, en 2003. 
Il participe au premier volume du diptyque collectif Carmen+Travis publié en 2003 et entreprend seul ensuite Ligue zéro, série d'heroic fantasy abandonnée après le premier album Big Bang en 2004. Encore en solo, il réalise la série policière Ruden, qui connaît trois tomes (2005-2007) ; elle se déroule dans les années 1970.
Il dessine le one shot Voleur de poules, adaptation du roman autobiographique éponyme de Roger Knobelspiess, publiée en 2007.
Avec le même scénariste, Chabane réalise ensuite Mesrine : l'évasion impossible, portant sur le célèbre criminel Jacques Mesrine (2008), en particulier son évasion de la prison de la Santé en 1978 ; l'ouvrage a réclamé dix-huit mois de travail.
Sur un scénario de Rodolphe, Chabane met en images le triptyque fantastique Si seulement, publié entre  2011 et 2012.
Jim lui propose ensuite le dessin de la trilogie Héléna, publiée entre 2014 et 2018. Ils collaborent de nouveau, cette fois sur un roman graphique, L'Érection, publié en deux volumes en 2016 et 2017, une « tranche de vie intimiste (...) d'un couple de quinquagénaires en proie à quelques turbulences ». L'ouvrage rappelle les « codes du théâtre de boulevard », recourant aux « quiproquos, claquements de portes et retournements de situation, unité de temps et de lieu, dialogues acérés ». Le récit reçoit un accueil critique positif dans Le Soir.
Par ailleurs, Chabane publie deux portfolios érotiques : Miroir-rioriM.

## Albums
- « Naoko Sonoda : Premier Contact » (sc. Fred Duval), dans Carmen+Travis t. 1 volume 1, Delcourt, coll. « Neopolis », 2003  (ISBN 2-84789-066-1).
- Ligue zéro t. 1 : Big Bang, Soleil, coll. « Soleil levant », 2004  (ISBN 2-84565-756-0).
- Ruden, Carabas, coll. « Urban » :

1. L'Or blanc de Marseille, 2005  (ISBN 2-351-00050-1).
2. Détronché, 2006  (ISBN 2-351-00138-9).
3. Chiens fous, 2007  (ISBN 978-2-35100-218-6).

- Voleur de poules (sc. Roger Knobelspiess), Carabas, 2007  (ISBN 978-2-351-00303-9).
- Mesrine : L'Évasion impossible (sc. Roger Knobelspiess), Casterman, coll. « Ligne rouge », 2008  (ISBN 978-2-203-00548-8).
- Si seulement (sc. Rodolphe), Bamboo, coll. « Grand Angle » :

1. Si seulement..., 2011  (ISBN 978-2-8189-0270-7).
2. Si seulement ?, 2012  (ISBN 978-2-8189-0839-6).
3. Si seulement !, 2012  (ISBN 978-2-8189-0961-4).

- Héléna (sc. Jim), Bamboo, coll. « Grand Angle » :

1. Tome 1, 2014  (ISBN 978-2-8189-3176-9).
2. Tome 2, 2015  (ISBN 978-2-8189-3240-7).

- L'Érection (sc. Jim), Bamboo, coll. « Grand Angle » :

1. Livre 1, 2016  (ISBN 978-2-8189-3617-7).
2. Livre 2, 2017  (ISBN 978-2-8189-4015-0).